# Красной (линейный корабль, 1816)
«Красной» — парусный 74-пушечный линейный корабль Черноморского флота Российской империи.

## Описание корабля
Один из одиннадцати парусных линейных кораблей типа «Анапа», строившихся для Черноморского флота в Херсоне и Николаеве с 1806 по 1818 год. Длина корабля составляла 54,9 метра, ширина по сведениям из различных источников от 14,5 до 14,7 метра, а осадка от 6,5 до 6,6 метра. Артиллерийское вооружение корабля состояло из 74 орудий.
Был назван в честь сражений русской армии с французской у села Красное 2 августа 1812 года и с 3 по 6 ноября 1812 года.

## История службы
Корабль «Красной» был заложен в Херсоне и после спуска на воду вошел в состав Черноморского флота. В 1816 году перешёл из Херсона в Севастополь.
В составе эскадр находился в практических плаваниях в Чёрном море в 1817, 1818, 1821 и 1822 годах.
17 мая 1818 года корабли эскадры, находившиеся на Севастопольском рейде, посетил император Александр I. 
В 1827 году корабль «Красной» переоборудован в блокшив.

## Командиры корабля
Командирами линейного корабля «Красной» в разное время служили:
- О. И. Викорст (1816 год);
- Ф. И. Цац (1817—1822 годы);
- М. А. Уманец (1825—1827 годы).